# Liste der Naturschutzgebiete im Landkreis Amberg-Sulzbach
Im Landkreis Amberg-Sulzbach gibt es fünf Naturschutzgebiete. Zusammen nehmen sie im Landkreis eine Fläche von 206 Hektar ein. Das größte Naturschutzgebiet im Kreis ist das 1996 eingerichtete Naturschutzgebiet Grubenfelder Leonie.
| Name                                      | Bild | Kennung                   | Einzelheiten | Position | Fläche Hektar | Datum |
| ----------------------------------------- | ---- | ------------------------- | --- | -------- | ------------- | ----- |
| Grubenfelder Leonie                       |      | NSG-00513.01 WDPA: 163390 | Auerbach in der Oberpfalz Sichtbare Senkungen und Verwerfungen die auf das Einstürzen unterirdischer Hohlräume zurückzuführen sind.                            | ⊙        | 87,41         | 1996  |
| Pegnitzau zwischen Ranna und Michelfeld   |      | NSG-00548.01 WDPA: 318939 | Neuhaus, Auerbach, Pegnitz Talauen. Flächenaufteilung: Landkreis Nürnberger Land = 99,34 ha Landkreis Amberg-Sulzbach = 79,83 ha Landkreis Bayreuth = 19,24 ha | ⊙        | 198,71        | 1998  |
| Schergenbuck mit Schloß Neidstein         |      | NSG-00096.01 WDPA: 82519  | Etzelwang Landeskulturell bedeutsamer Höhenrücken mit artenreichen Laubwaldbestand.                                                                            | ⊙        | 17,65         | 1973  |
| Unteres Pfistertal nördlich von Vilshofen | BW   | NSG-00357.01 WDPA: 166023 | Vilshofen Vielzahl der im Naturraum Mittlere Frankenalb vorkommenden Lebensräume.                                                                              | ⊙        | 13,72         | 1989  |
| Wüstung Großenfalz                        | BW   | NSG-00308.01 WDPA: 166383 | Großenfalz Außerordentlich artenreicher Lebensraum. | ⊙        | 6,91          | 1987  |
| Legende für Naturschutzgebiet             |      |                           | |          |               |       |